# هوغو هاميلتون
هوغو هاميلتون (بالإنجليزية: Hugo Hamilton)‏ هو صحفي وكاتب أيرلندي، ولد في 28 يناير 1953 في دبلن في جمهورية أيرلندا.

## وصلات خارجية
- الموقع الرسمي
- هوغو هاميلتون على موقع IMDb (الإنجليزية)
- هوغو هاميلتون على موقع مونزينجر (الألمانية)